# Dysdera calderensis
Dysdera calderensis este o specie de păianjeni din genul Dysdera, familia Dysderidae, descrisă de Wunderlich, 1987.
Este endemică în Insulele Canare. Conform Catalogue of Life specia Dysdera calderensis nu are subspecii cunoscute.